# Distrito de Varzob
Varzob (en tayiko: Ноҳияи Варзоб) es un distrito de Tayikistán, en la Región bajo subordinación republicana . 
El centro administrativo es la ciudad de Varzob.

## Demografía
Según estimación 2009 contaba con una población total de 48 129 habitantes.

## Otros datos
El código ISO es TJ.RR.VA, el código postal 734060 y el prefijo telefónico +992 3153.